# Niederösterreich-Rundfahrt
Die Niederösterreich-Rundfahrt (kurz NÖ-Tour; französisch Tour de la Basse-Autriche) war ein Etappenrennen, das von 1955 bis 1995 stets im Mai im österreichischen Bundesland Niederösterreich ausgetragen wurde. Sie ging aus dem Distanzrennen Wien-Gmünd-Wien hervor und wurde erstmals vom 19. Mai bis 22. Mai 1956 durchgeführt. Als Vorbereitungsrennen für die Österreich-Radrundfahrt und teilweise auch für die „Tour de France des Ostens“, die  Internationale Friedensfahrt, hatte sie zeitweise das höchste sportliche Niveau unter den österreichischen Straßenradrennen. Zahlreiche Nationalteams und – ab Beseitigung der Trennung von Amateuren und Professionals seit 1992 – renommierte Profi-Teams nahmen teil.
Die Gesamtdistanz der in vier bis sieben (mit Halbetappen) Etappen zu absolvierenden Rundfahrt betrug meist zwischen 600 und 700 Kilometer. Der Topografie Niederösterreichs entsprechend dominierten hügelige Abschnitte oder Mittelgebirgs-Etappen. Langjähriger Zeitnehmer war Otto Vesely, dessen Archiv der Etappen- und Gesamtergebnisse mittlerweile vom Österreichischen Radsportverband verwaltet wird. Prominente Sieger waren der Tour-de-Suisse-Sieger von 1988 Helmut Wechselberger oder auch der Amateur-Weltmeister und mehrfache Friedensfahrt-Gewinner Ryszard Szurkowski. Die DDR stellte insbesondere in den 1980er Jahren mit Bernd Drogan und anderen Weltmeistern bzw. Olympiasiegern mehrfach Etappensieger und Gesamtsieger der NÖ-Tour.
Die stark steigenden Sicherheitskosten (Polizei-Begleitung und Haftpflichtversicherungen) sowie das nachlassende Interesse des ehemaligen Monopol-Fernsehsenders ORF waren laut dem ehemaligen ÖRV-Präsidenten Rudolf Thuri die Hauptgründe für das Auslaufen der Tour nach 1995.

## Palmarès
- 1954  Adolf Christian
- 1955  Josef Andre
- 1956  Eduard Ignatovits
- 1957  Wilfried Thaler
- 1958  Ivan Levačić
- 1959  Herbert Kaupe
- 1960  Arnold Ruiner
- 1961  Felix Damm
- 1962  Gerhard Frank
- 1963  Adolf Christian
- 1964  Robert Csenar
- 1965  Willi Geraerds
- 1966  Hans Lüthi
- 1967  Rolf Eberl
- 1968  Hans Obendorfer
- 1969  Robert Csenar
- 1970  Roman Humenberger
- 1971  Stanisław Szozda
- 1972  Ludwig Kretz
- 1973  Leo Karner
- 1974  Roman Humenberger
- 1975  Rudolf Mitteregger
- 1976  Leo Karner
- 1977  Ryszard Szurkowski
- 1978  Peter Muckenhuber
- 1979  Leo Karner
- 1980  Helmut Wechselberger
- 1981  Johann Traxler
- 1982  Helmut Wechselberger
- 1983  Dan Radtke
- 1984  Falk Boden
- 1985  Helmut Wechselberger
- 1986  Paul Popp
- 1987  Wolfgang Höfer
- 1988  Jarosław  Chojnacki
- 1989  Johann Lienhart
- 1990  Johann Lienhart
- 1991  Roman Kreuziger
- 1992  Michel Lafis
- 1993  Roberto Giucolsi
- 1994  Mauro Bettin
- 1995  Jim Van De Laer